# سلالة أرمنية
السلالة الأرمنية (Armenid) أو عنصر الأرمنويد وهو ينتشر في مرتفعات أرمينيا وفي المرتفعات الواقعة بين إيران شرقا وتركيا غربا وجورجيا شمالا والعراق وسوريا.

## مناطق الأنتشار
يرتبط هذا العنصر تاريخياً بالحيثيين والأكراد والأرمن والآشوريين ، ويوجد بكثرة في بلاد الشام خاصة الحزام الساحلي والمرتفعات الساحلية من أنطاكيا مرورا بسوريا إلى لبنان وفلسطين ويشكل الجزء الأكبر من مصر وكردستان العراق وأيضا يوجد الأرمنويد شمال بغداد مختلط بالعنصر المتوسطي الشرقي في تلك المنطقة وكذلك ينتشر في جنوب شبه الجزيرة العربية .

## الأصول والصفات الجسدية
يرى بعض العلماء أن الأرمنويد نتج عن خليط قديم من العنصر الألبي مع العنصر الإيراني الأفغاني في المنطقة المحايدة بين إيران وبلاد القوقاز. والفرق بين العنصرين هو أن العنصر الألبي صغير مستقيم الأنف وشبه كامل استدارة الوجه بينما الأرمنويد كبير-معكوف الأنف كالإيراني الأفغاني (ولكن أقل انعكافا أحيانا) كما أن وجهه أطول وأعرض من الألبي وجبهته عريضة وبها استدارة خفيفة بينما الذقن والفك السفلي ليس بعريض مستدير كالألبي. 

الصفات: هو عنصر قصير إلى متوسط القامة مربوع (مدبب) ضخم البنية ومستدير وكبير الرأس، يوجد في أرمينيا وفي شمال ووسط شبه الجزيرة العربية في سواحل ومرتفعات الشام وكوردستان العراق وجزء منه يوجد في جنوب شبه الجزيرة العربية في اليمن وهي هجرة قديمة .